# Macromitrium nematosum
Macromitrium nematosum är en bladmossart som beskrevs av Edwin Bunting Bartram 1952. Macromitrium nematosum ingår i släktet Macromitrium och familjen Orthotrichaceae. Inga underarter finns listade i Catalogue of Life.